# Mirrlees Blackstone
Pour les articles homonymes, voir Blackstone.
Mirrlees Blackstone est une entreprise anglaise spécialisée dans la construction de moteurs Diesel.
Mirrlees Blackstone fait partie du groupe MAN B&W Diesel AG de même que les fabricants de moteurs Diesel anglais Ruston, Paxman et le français SEMT Pielstick.

## Établissements
Mirrlees Blackstone est implantée sur deux sites: Stockport (Hazel Grove) et Stamford.

## Historique
Création en 1906.